# Fredo (rapper)
Fredo, pseudonimo di Marvin William Bailey (Queen's Park, 6 marzo 1994), è un rapper britannico.

## Biografia
Cresciuto a Queen's Park, Fredo ha pubblicato il suo mixtape di debutto Get Rich or Get Recalled, classificatosi nella Official Albums Chart, nel 2017. Al progetto ha fatto seguito Tables Turn (2018), arrivato in top five nella graduatoria britannica (dove è argento con oltre 60 000 unità di vendita) e che ha segnato l'entrata nelle Dutch Charts. Nello stesso anno viene resa disponibile Funky Friday, una collaborazione con Dave certificata triplo platino dalla BPI, che si imporrà in vetta alla Official Singles Chart e diventerà uno dei principali successi del 2019.
Gli album in studio Third Avenue (2019), Money Can't Buy Happiness e Independence Day (2021), e Unfinished Business (2023), hanno tutti e quattro conseguito il posizionamento in top ten nella classifica del Regno Unito. I primi due hanno entrambi superato le 60 000 copie vendute, venendo certificati argento dalla British Phonographic Industry.

## Discografia

### Album in studio
- 2019 – Third Avenue
- 2021 – Money Can't Buy Happiness
- 2021 – Independence Day
- 2023 – Unfinished Business

### Mixtape
- 2017 – Get Rich or Get Recalled
- 2018 – Tables Turn

### Singoli
- 2017 – Like That
- 2017 – All Summer (con Hypo e Ratlin)
- 2017 – Change
- 2017 – PG Tips (con Mitch)
- 2017 – Ay Caramba (con Stay Flee Get Lizzy e Young T & Bugsey)
- 2018 – Funky Friday (con Dave)
- 2018 – BMT
- 2019 – Survival of the Fittest
- 2019 – All I Ever Wanted (con Dave)
- 2019 – Mulla (con Lil Dotz)
- 2019 – 2 Cups (con Stay Flee Get Lizzy, Popcaan e Tory Lanez)
- 2019 – Netflix & Chill
- 2020 – Scorpion
- 2020 – What Can I Say
- 2021 – Back to Basics
- 2021 – Money Talks (feat. Dave)
- 2021 – Freestyle
- 2021 – Talk of the Town
- 2021 – Wandsworth to Bullindon
- 2021 – Flowers and the Snow
- 2022 – I'm Back
- 2023 – Dave Flow
- 2023 – Everybody Knows
- 2023 – Toxic Trait (con Stormzy)
- 2023 – Scoreboard
- 2023 – My Story
- 2023 – Quarter Past 3 (con Eric IV)